# Coupe de France masculine de water-polo 2023
Navigation
2022 2024
Le Trophée Pierre Garsau (Coupe de France de water-polo) est la 2e édition du Trophée Pierre Garsau (et la 26e édition de la Coupe de France masculine de water-polo), compétition à élimination directe mettant aux prises les 8 meilleurs clubs de water-polo du Championnat de France Elite à la mi-saison.

## Equipes participantes
Les équipes participant au Trophée Pierre Garsau sont :
- l'équipe hôte
- les 7 meilleures équipes d'Elite 2022-2023 à la mi-saison

| Division          | Clubs                           |
| ----------------- | ------------------------------- |
| club hôte (et 6e) | Pays d'Aix Natation             |
| 1er               | CN Marseille                    |
| 2e                | Cercle 93                       |
| 3e                | Team Strasbourg                 |
| 4e                | Enfants de Neptune de Tourcoing |
| 5e                | Sète NEDD                       |
| 7e                | Montpellier Water-Polo          |
| 8e                | Stade de Reims Natation         |

## Phase finale
|  | Quarts de finale                | Quarts de finale                |                        |                        | Demi-finales           | Demi-finales           |    |  | Finale                          | Finale                 |
|  | Quarts de finale                | Quarts de finale                |                        |                        | Demi-finales           | Demi-finales           |    |  | Finale                          | Finale                 |
|  |                                 |                                 |                        |                        |                        |                        |    |  |                                 |                        |
|  | 19 janvier 2023, 12h00          | 19 janvier 2023, 12h00          |                        |                        | 20 janvier 2023, 15h45 | 20 janvier 2023, 15h45 |    |  | 21 janvier 2023, 15h30          | 21 janvier 2023, 15h30 |
|  | 19 janvier 2023, 12h00          | 19 janvier 2023, 12h00          |                        |                        | 20 janvier 2023, 15h45 | 20 janvier 2023, 15h45 |    |  | 21 janvier 2023, 15h30          | 21 janvier 2023, 15h30 |
|  | CN Marseille                    | 15                              |                        |                        | 20 janvier 2023, 15h45 | 20 janvier 2023, 15h45 |    |  | 21 janvier 2023, 15h30          | 21 janvier 2023, 15h30 |
|  | CN Marseille                    | 15                              |                        |                        | 20 janvier 2023, 15h45 | 20 janvier 2023, 15h45 |    |  | 21 janvier 2023, 15h30          | 21 janvier 2023, 15h30 |
|  | Stade de Reims Natation         | 5                               |                        |                        | 20 janvier 2023, 15h45 | 20 janvier 2023, 15h45 |    |  | 21 janvier 2023, 15h30          | 21 janvier 2023, 15h30 |
|  | Stade de Reims Natation         | 5                               | CN Marseille           | 21                     |                        |                        |    |  | 21 janvier 2023, 15h30          | 21 janvier 2023, 15h30 |
|  | 19 janvier 2023, 20h45          |                                 | CN Marseille           | 21                     |                        |                        |    |  | 21 janvier 2023, 15h30          | 21 janvier 2023, 15h30 |
|  |                                 | Enfants de Neptune de Tourcoing | 10                     |                        |                        |                        |    |  | 21 janvier 2023, 15h30          | 21 janvier 2023, 15h30 |
|  | Enfants de Neptune de Tourcoing | Enfants de Neptune de Tourcoing | 10                     | 19                     |                        |                        |    |  | 21 janvier 2023, 15h30          | 21 janvier 2023, 15h30 |
|  | Enfants de Neptune de Tourcoing |                                 |                        | 19                     |                        |                        |    |  | 21 janvier 2023, 15h30          | 21 janvier 2023, 15h30 |
|  | Sète NEDD                       | 12                              |                        |                        |                        |                        |    |  | 21 janvier 2023, 15h30          | 21 janvier 2023, 15h30 |
|  | Sète NEDD                       | 12                              | CN Marseille           | 18                     |                        |                        |    |  |                                 |                        |
|  | 19 janvier 2023, 13h45          |                                 | CN Marseille           | 18                     |                        |                        |    |  |                                 |                        |
|  |                                 | Team Strasbourg                 | 11                     |                        |                        |                        |    |  |                                 |                        |
|  | Cercle 93                       | Team Strasbourg                 | 11                     | 19                     |                        |                        |    |  |                                 |                        |
|  | Cercle 93                       | 20 janvier 2023, 14h00          |                        | 19                     |                        |                        |    |  |                                 |                        |
|  | Montpellier Water-Polo          | 10                              |                        |                        |                        |                        |    |  |                                 |                        |
|  | Montpellier Water-Polo          | 10                              | Cercle 93              | 9                      |                        |                        |    |  |                                 |                        |
|  | 19 janvier 2023, 19h00          | 19 janvier 2023, 19h00          | Cercle 93              | 9                      | Match pour la 3e place | Match pour la 3e place |    |  |                                 |                        |
|  | 19 janvier 2023, 19h00          | 19 janvier 2023, 19h00          |                        | Team Strasbourg        | Match pour la 3e place | Match pour la 3e place | 10 |  |                                 |                        |
|  | Team Strasbourg                 | 15                              | 21 janvier 2023, 13h30 | 21 janvier 2023, 13h30 |                        |                        | 10 |  |                                 |                        |
|  | Team Strasbourg                 | 15                              | 21 janvier 2023, 13h30 | 21 janvier 2023, 13h30 |                        |                        |    |  |                                 |                        |
|  | Pays d'Aix Natation             | 8                               |                        | Cercle 93              | 14                     |                        |    |  |                                 |                        |
|  | Pays d'Aix Natation             | 8                               |                        | Cercle 93              | 14                     |                        |    |  |                                 |                        |
|  |                                 |                                 |                        |                        |                        |                        |    |  | Enfants de Neptune de Tourcoing | 6                      |
|  |                                 |                                 |                        |                        |                        |                        |    |  | Enfants de Neptune de Tourcoing | 6                      |

### Quarts de finale
| 19 janvier 2023 | CN Marseille | 14–5                 | Stade de Reims Natation |                                      |                                      |
| 12h00           |              | (6–2, 2-1, 4-1, 2-1) |                         | Piscine Yves-Blanc (Aix-en-Provence) | Piscine Yves-Blanc (Aix-en-Provence) |
| 12h00           | (rapport)    |                      |                         | Piscine Yves-Blanc (Aix-en-Provence) | Piscine Yves-Blanc (Aix-en-Provence) |

| 19 janvier 2023 | Cercle 93 | 19-10                | Montpellier Water-Polo |                                      |                                      |
| 13h45           |           | (3–4, 6-2, 6-2, 5-2) |                        | Piscine Yves-Blanc (Aix-en-Provence) | Piscine Yves-Blanc (Aix-en-Provence) |
| 13h45           | (rapport) |                      |                        | Piscine Yves-Blanc (Aix-en-Provence) | Piscine Yves-Blanc (Aix-en-Provence) |

| 19 janvier 2023 | Team Strasbourg | 15–8                 | Pays d'Aix Natation |                                      |                                      |
| 19h00           |                 | (4–2, 4-2, 4-3, 3-1) |                     | Piscine Yves-Blanc (Aix-en-Provence) | Piscine Yves-Blanc (Aix-en-Provence) |
| 19h00           | (rapport)       |                      |                     | Piscine Yves-Blanc (Aix-en-Provence) | Piscine Yves-Blanc (Aix-en-Provence) |

| 19 janvier 2023 | Enfants de Neptune de Tourcoing | 19-12                | Sète NEDD |                                      |                                      |
| 20h45           |                                 | (5–2, 5-3, 4-3, 7-4) |           | Piscine Yves-Blanc (Aix-en-Provence) | Piscine Yves-Blanc (Aix-en-Provence) |
| 20h45           | (rapport)                       |                      |           | Piscine Yves-Blanc (Aix-en-Provence) | Piscine Yves-Blanc (Aix-en-Provence) |

### Demi-finales
| 20 janvier 2023 | Cercle 93 | 9–10                 | Team Strasbourg |                                      |                                      |
| 14h00           |           | (3–2, 1-3, 2-2, 3-3) |                 | Piscine Yves-Blanc (Aix-en-Provence) | Piscine Yves-Blanc (Aix-en-Provence) |
| 14h00           | (rapport) |                      |                 | Piscine Yves-Blanc (Aix-en-Provence) | Piscine Yves-Blanc (Aix-en-Provence) |

| 20 janvier 2023 | CN Marseille | 21–10                | Enfants de Neptune de Tourcoing |                                      |                                      |
| 15h45           |              | (7–4, 6-2, 4-1, 4-3) |                                 | Piscine Yves-Blanc (Aix-en-Provence) | Piscine Yves-Blanc (Aix-en-Provence) |
| 15h45           | (rapport)    |                      |                                 | Piscine Yves-Blanc (Aix-en-Provence) | Piscine Yves-Blanc (Aix-en-Provence) |

### Match pour la troisième place
| 21 janvier 2023 | Cercle 93 | 14–6                 | Enfants de Neptune de Tourcoing |                                      |                                      |
| 13h30           |           | (3-0, 4-2, 0-2, 7-2) |                                 | Piscine Yves-Blanc (Aix-en-Provence) | Piscine Yves-Blanc (Aix-en-Provence) |
| 13h30           | (rapport) |                      |                                 | Piscine Yves-Blanc (Aix-en-Provence) | Piscine Yves-Blanc (Aix-en-Provence) |

### Finale
| 21 janvier 2023 | Team Strasbourg | 11–18                | CN Marseille |                                      |                                      |
| 15h30           |                 | (2–2, 4-5, 2-4, 3-7) |              | Piscine Yves-Blanc (Aix-en-Provence) | Piscine Yves-Blanc (Aix-en-Provence) |
| 15h30           | (rapport)       |                      |              | Piscine Yves-Blanc (Aix-en-Provence) | Piscine Yves-Blanc (Aix-en-Provence) |

## Matchs de classement
|  | Demi-finales de classement | Demi-finales de classement |                        |    | Match pour la 5e place | Match pour la 5e place |
|  | Demi-finales de classement | Demi-finales de classement |                        |    | Match pour la 5e place | Match pour la 5e place |
|  |                            |                            |                        |    |                        |                        |
|  | 20 janvier 2023, 10h30     | 20 janvier 2023, 10h30     |                        |    | 21 janvier 2023, 11h45 | 21 janvier 2023, 11h45 |
|  | 20 janvier 2023, 10h30     | 20 janvier 2023, 10h30     |                        |    | 21 janvier 2023, 11h45 | 21 janvier 2023, 11h45 |
|  | Montpellier Water-Polo     | 9                          |                        |    | 21 janvier 2023, 11h45 | 21 janvier 2023, 11h45 |
|  | Montpellier Water-Polo     | 9                          |                        |    | 21 janvier 2023, 11h45 | 21 janvier 2023, 11h45 |
|  | Pays d'Aix Natation        | 8                          |                        |    | 21 janvier 2023, 11h45 | 21 janvier 2023, 11h45 |
|  | Pays d'Aix Natation        | 8                          | Montpellier Water-Polo | 8  |                        |                        |
|  | 20 janvier 2023, 12h15     |                            | Montpellier Water-Polo | 8  |                        |                        |
|  |                            | Sète NEDD                  | 14                     |    |                        |                        |
|  | Stade de Reims Natation    | Sète NEDD                  | 14                     | 12 |                        |                        |
|  | Stade de Reims Natation    |                            |                        | 12 |                        |                        |
|  | Sète NEDD                  | 15                         |                        |    |                        |                        |
|  | Sète NEDD                  | 15                         | Match pour la 7e place |    |                        |                        |
|  |                            |                            |                        |    |                        |                        |
|  | 21 janvier 2023, 10h00     |                            |                        |    |                        |                        |
|  |                            |                            |                        |    |                        |                        |
|  | Pays d'Aix Natation        | 8                          |                        |    |                        |                        |
|  | Pays d'Aix Natation        | 8                          |                        |    |                        |                        |
|  | Stade de Reims Natation    | 9                          |                        |    |                        |                        |
|  | Stade de Reims Natation    | 9                          |                        |    |                        |                        |

### Demi-finales
| 20 janvier 2023 | Montpellier Water-Polo | 9–8                  | Pays d'Aix Natation |                                      |                                      |
| 10h30           |                        | (2–0, 2-5, 2-1, 3-2) |                     | Piscine Yves-Blanc (Aix-en-Provence) | Piscine Yves-Blanc (Aix-en-Provence) |
| 10h30           | (rapport)              |                      |                     | Piscine Yves-Blanc (Aix-en-Provence) | Piscine Yves-Blanc (Aix-en-Provence) |

| 19 janvier 2023 | Stade de Reims Natation | 12–15                | Sète NEDD |                                      |                                      |
| 12h00           |                         | (5–6, 2-2, 1-4, 4-3) |           | Piscine Yves-Blanc (Aix-en-Provence) | Piscine Yves-Blanc (Aix-en-Provence) |
| 12h00           | (rapport)               |                      |           | Piscine Yves-Blanc (Aix-en-Provence) | Piscine Yves-Blanc (Aix-en-Provence) |

### Match pour la septième place
| 21 janvier 2023 | Pays d'Aix Natation | 8–9                  | Stade de Reims Natation |                                      |                                      |
| 10h00           |                     | (1–2, 1-0, 2-3, 4-4) |                         | Piscine Yves-Blanc (Aix-en-Provence) | Piscine Yves-Blanc (Aix-en-Provence) |
| 10h00           | (rapport)           |                      |                         | Piscine Yves-Blanc (Aix-en-Provence) | Piscine Yves-Blanc (Aix-en-Provence) |

### Match pour la cinquième place
| 21 janvier 2023 | Montpellier Water-Polo | 8-14                 | Sète NEDD |                                      |                                      |
| 11h45           |                        | (0–1, 3-4, 4-2, 1-7) |           | Piscine Yves-Blanc (Aix-en-Provence) | Piscine Yves-Blanc (Aix-en-Provence) |
| 11h45           | (rapport)              |                      |           | Piscine Yves-Blanc (Aix-en-Provence) | Piscine Yves-Blanc (Aix-en-Provence) |

## Classement final
| Rang                      | Équipe                          | J | G | P | Bp | Bc | Diff |
| ------------------------- | ------------------------------- | - | - | - | -- | -- | ---- |
| Médaille d'or, monde      | CN Marseille                    | 3 | 3 | 0 | 54 | 26 | 28   |
| Médaille d'argent, monde  | Team Strasbourg                 | 3 | 2 | 1 | 36 | 35 | 1    |
| Médaille de bronze, monde | Cercle 93                       | 3 | 2 | 1 | 42 | 26 | 16   |
| 4                         | Enfants de Neptune de Tourcoing | 3 | 1 | 2 | 35 | 47 | -12  |
| 5                         | Sète NEDD                       | 3 | 2 | 1 | 41 | 39 | 2    |
| 6                         | Montpellier Water-Polo          | 3 | 1 | 2 | 27 | 41 | -14  |
| 7                         | Stade de Reims Natation         | 3 | 1 | 2 | 26 | 38 | -12  |
| 8                         | Pays d'Aix Natation             | 3 | 0 | 3 | 24 | 33 | -9   |